# Грузовой момент
Грузовой момент (англ. load moment; фр. moment de la charge par rapport a 1'axe d'orientation) — характеристика грузоподъёмной машины (прежде всего касается некоторых типов кранов, например, самоходных и башенных), определяющая её устойчивость против опрокидывания. Определяется как произведение грузоподъёмности на соответствующий ей вылет. На основе грузового момента оцениваются экономическая эффективность машины, её технологические возможности.

## Описание
У башенных кранов значение грузового момента на всех вылетах принимается постоянным. Поэтому грузоподъёмность Q принимают в зависимости от его вылета L (чем меньше вылет, тем больше грузоподъёмность). Эта зависимость называется грузовой характеристикой крана и изображается в виде графика (диаграммы). Грузоподъёмность на минимальном вылете крана считается номинальной.
Для визуального контроля значения грузового момента на кранах устанавливают указатели фактического грузового момента. При превышении грузового момента автоматическое выключение привода механизма подъёма машины обеспечивает ограничитель грузового момента (ОГМ).